# Paracorallium japonicum
Paracorallium japonicum är en korallart som först beskrevs av Kishinouyi 1903.  Paracorallium japonicum ingår i släktet Paracorallium och familjen Coralliidae. Inga underarter finns listade i Catalogue of Life.